# Двойник Земли
Двойник Земли (англ. Earth analog, Twin Earth) — гипотетическая экзопланета земного типа, которая лежит в пределах обитаемой зоны звезды и по размерам, массе и температурному режиму примерно соответствует Земле.

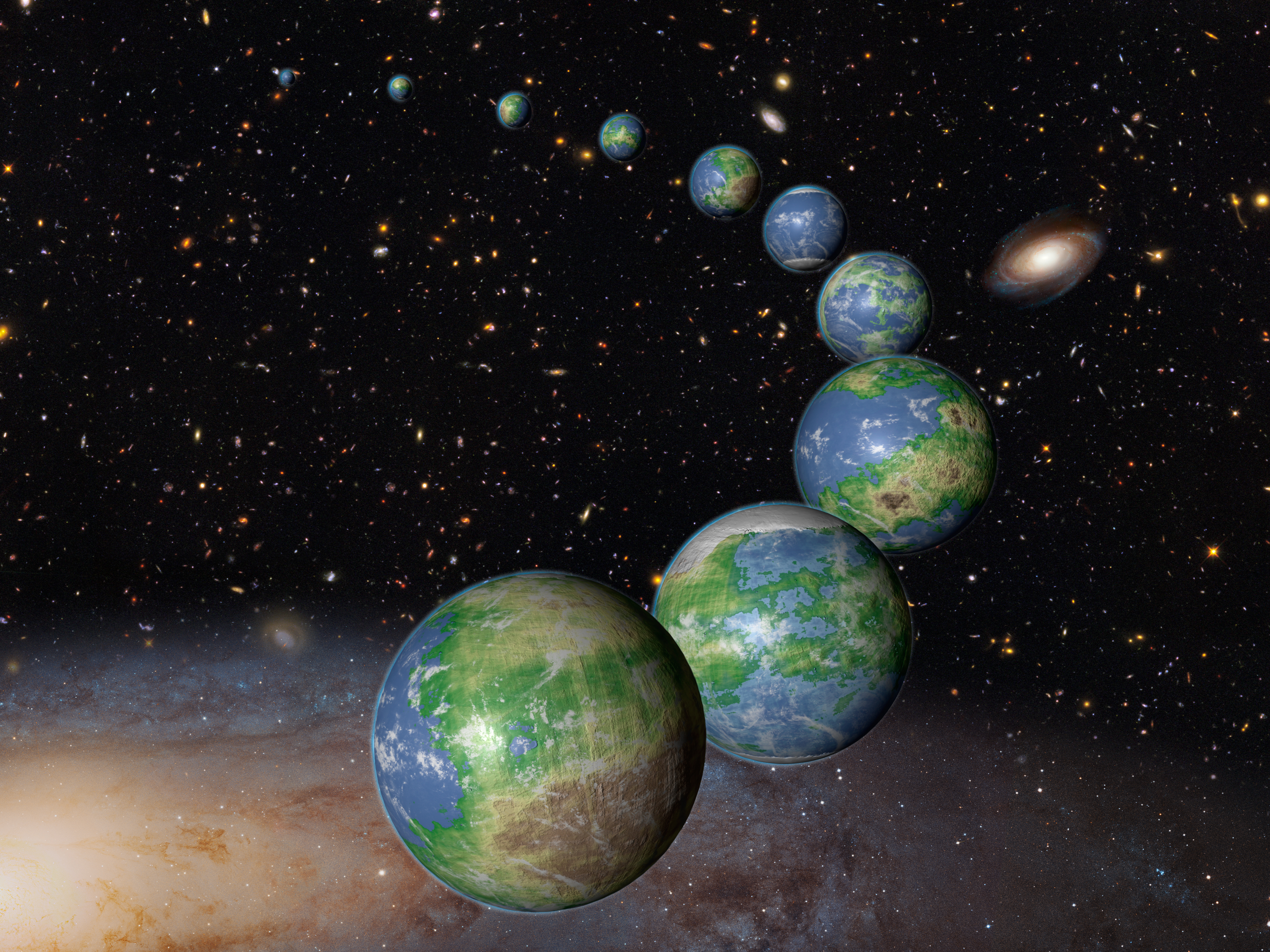
Двойники Земли в представлении художника

Такие планеты представляют огромный интерес как возможное будущее место обитания для человечества, поскольку эти планеты потенциально могут быть пригодны для жизни и по климату могут быть похожи на Землю (на них не очень жарко и не очень холодно). Поиском землеподобных планет в зоне жизни будет занята миссия Кеплера, а также в будущем и другие миссии.
Точное число таких планет среди звёзд неизвестно, но данные про распространённость таких планет будут учитываться в формуле Дрейка и могут сказать про возможную распространённость жизни во Вселенной. Согласно гипотезе уникальной Земли, двойники Земли — планеты очень редкие, и ещё более редки планеты, пригодные для жизни.
В настоящее время большой интерес учёных вызывают несколько планет земной группы, лежащие в «зоне обитаемости». 
В августе 2011 года была обнаружена потенциально пригодная планета для жизни — HD 85512 b (GJ 370 b), но эта планета скорее всего похожа на Венеру, поскольку получает от своей звезды почти столько же тепла, сколько Венера от Солнца.
В декабре 2011 года обнаружена третья планета, потенциально пригодная для жизни — Kepler-22 b, средняя температура планеты от −11 до 22 °C, в зависимости от состава и плотности атмосферы планеты. Планета имеет слишком большой радиус, в 2,4 раза превышающий земной, и скорее всего является мининептуном. В этом случае Kepler-22 b не является аналогом Земли. Немногим позже была подтверждена очень похожая планета Kepler-61 b — она чуть поменьше, заметно горячее и тоже, по-видимому, является мининептуном.
В апреле 2013 года было объявлено о подтверждении более серьёзных кандидатов на обитаемость: Kepler-69 c, Kepler-62 e и Kepler-62 f. Первая имеет радиус в 1,75 земных (позже переоценённый до 2,02 земных) и расположена на внутренней кромке «зелёной зоны», больше походя на Венеру. Вторая имеет радиус 1,61 земного и чуть теплее Земли, третья в 1,4 раза больше Земли по радиусу и заметно холоднее. Возможно, Kepler-62 e и Kepler-62 f являются океанидами без клочка суши на поверхности.
В конце 2013 года обнаружена новая планета в зоне обитаемости — GJ 667C f. Если наклон её орбиты не слишком мал, а масса не слишком велика, то парниковый эффект, создаваемый достаточно плотной атмосферой, создаёт вполне комфортные условия как минимум для низших форм жизни при условии наличия твёрдой поверхности или глобального океана. Позже ее существование было опровергнуто.
Также в конце 2013 года был обнаружен ещё один кандидат в аналоги Земли у позднего оранжевого карлика — KOI-4742.01, радиус которого больше земного на 29 %, а эффектная температура очень близка к земной. Он был подтвержден как планета Kepler-442 b через несколько лет, его параметры существенно не изменились.
По состоянию на январь 2014 года наиболее полными аналогами Земли являлись неподтверждённая KOI-1422.02 и неопубликованная KOI-2626.01, которые имеют радиусы меньше земного и обращаются вокруг красных карликов с периодами около 20 и 38 суток соответственно. Первая находится в двойной звёздной системе, вторая — в четвертной. После переоценки параметров и окончательного подтверждения выяснилось, что обе они существенно горячее, больше в размерах и, по-видимому, непригодны для жизни.
По состоянию на апрель 2014 года впервые была подтверждена экзопланета земного типа Kepler-186 f, лежащая на дальнем крае обитаемой зоны.  
В июле 2015 года обнаружена планета Kepler-452 b, находящаяся в зоне обитаемости звезды, похожей на Солнце, и обращающаяся с периодом 385 дней.
В 2017 году в ближайших окрестностях Солнечной системы была обнаружена каменистая планета Росс 128 b (GJ 447 b). Её тепловой режим ближе к земному, нежели к венерианскому, а освещённость превосходит земную примерно на 40%.
В этом же году была найдена другая близкая к Земле каменистая планета - GJ 273 b. Она несколько массивнее и прохладнее, получая всего на 20% больше энергии от своей звезды, чем Земля от Солнца.
В феврале 2017 года была обнаружена ещё одна неизведанная звёздная система. Там находятся семь планет, похожих по размеру на Землю. Эти планеты вращаются вокруг чрезвычайно холодной и тусклой звезды TRAPPIST-1 в созвездии Водолея, на расстоянии 39,5 световых лет от Солнца. Учёные говорят, что три планеты (d, e, f) находятся в обитаемой зоне и могут содержать жидкую воду, следовательно, на них вполне вероятно зарождение жизни. Возможно, что вода есть на каждой из семи планет. Подтвердить эту информацию учёные смогут только после дальнейших наблюдений.
По состоянию на март 2022 года, найдены достоверные аналоги Земли у красных карликов: TOI-700 d, K2-72 e, Kepler-1649 c. В этом же году были найдены TOI-175 f и GJ 3192 A d — близкие суперземли (массой менее 3 земных), наиболее землеподобные планеты из числа найденных методом лучевых скоростей.
В январе 2023 года была открыта GJ 1253 b — первая планета у звезды среднего класса M в "консервативной" обитаемой зоне, найденная методом лучевых скоростей.